# ТЕС Сасол 2-3
ТЕС Сасол 2-3 — теплова електростанція на північному сході Південно-Африканської Республіки в провінції Мпумаланга.
У 1980 та 1982 роках компанія Sasol ввела в експлуатацію свій другий вуглехімічний комплекс у Секунді, котрий складався з двох однакових черг (з урахуванням попереднього комплексу в Сасолбурзі це були відповідно другий та третій заводи для Sasol). У складі кожної черги запустили однотипні теплові електростанції Сасол 2 та Сасол 3, кожна з яких складалась із п'яти конденсаційних енергоблоків з паровими турбінами потужністю по 60 МВт.
У 2010 році енергетичне господарство доповнили двома газовими турбінами виробництва General Electric типу Frame 9E потужністю по 105 МВт, встановленими на майданчику Сасол 3. Вони можуть використовувати як мозамбіцький природний газ, поданий через трубопровід Темане — Секунда, так і споживати штучне паливо власного виробництва — «багатий на метан газ» («methane rich gas»). За два роки додатково встановили розміщені після тільки що зазначених турбін два котли-утилізатори, котрі дозволяють продукувати необхідну для виробничого процесу пару. При відсутності потреби саме у парі вона може спрямовуватись в існуючу систему конденсаційної ТЕС, забезпечуючи виробництво 68 МВт електроенергії. Таким чином по суті була створена парогазова станція комбінованого циклу.
Можливо також відзначити, що розвиток комплексу з появою різноманітних нових виробництв довів його потребу в електроенергії до 1500 МВт, так що компанії необхідно закуповувати нестачу із мережі загального користування.